# Ptochophyle anamale
Ptochophyle anamale là một loài bướm đêm trong họ Geometridae.